# Watford, Ontario
Watford är en ort i kommunen Warwick i Kanada. Den ligger i provinsen Ontario, i den sydöstra delen av landet, 600 km sydväst om huvudstaden Ottawa. Watford ligger 240 meter över havet.